# 戦国無双 Chronicle
『戦国無双 Chronicle』（せんごくむそう クロニクル）は、 2011年2月26日にコーエーテクモゲームスから発売されたニンテンドー3DS用のアクションゲーム。戦国無双シリーズの一作品。3作目については戦国無双 Chronicle 3を参照。

## 概要
主人公のオリジナルキャラクターが、河越夜戦から大坂夏の陣に至る戦国時代の著名な合戦を転戦していく。
無双演武では戦況（味方の苦戦やミッションの出現など）に応じて、戦場に散らばるプレイヤー武将（主人公を含む4人）から操作する武将をタッチパネルで任意に切り替えたり、マップ上で移動先を指示することで自軍の勝利を目指すリアルタイムストラテジー要素が追加されている。シナリオ構成は戦国無双3に登場した戦国史モードと似たような構成になっている。
3DSのローンチタイトルとしては最大である2ギガバイトのROMを使用している。
システムとキャラクターは戦国無双3および3猛将伝に準拠しているが、携帯品や撃破効果などはなくなっている。本作は無双演武のみで模擬演武は用意されていないが、無双演武のモード内で一度クリアしたシナリオを繰り返しプレイ可能。本作から、戦国無双シリーズ中においても戦闘中の台詞が最大2行表示になった。
すれちがい通信と、いつの間に通信に対応している。すれちがい通信では好きな武将と陣形を指定し、すれちがった相手と合戦が出来るほか、相手が配信した武器をもらうことができる。いつの間に通信では「週刊 天下統一」というお知らせが届くほか、外伝シナリオの配信も行われる。週刊 天下統一の第12号をもって外伝シナリオの新規配信は終了したが、過去の配信シナリオは引き続き受け取ることが可能。

## 戦技
武将（主人公含む）それぞれが持つ特殊能力。無双ゲージを回復する「果敢」や一定時間ステータスが上がるものなど、さまざまな戦技がある。
下画面の太陽（男性主人公）・月（女性主人公）アイコンをタッチすると戦技選択モードとなり、練技ゲージを使って戦技を使用できる。練技ゲージは各武将に5個あり、戦技によって消費するゲージの数は異なる（戦技自体は無くならない）。特定のプレイヤー武将の組み合わせによる協力戦技もある。

## 登場キャラクター
主人公
声：神谷浩史 / 庄司宇芽香
本作オリジナルキャラクター。ゲーム開始時に性別を選んで、名前を入力し、数問の質問に答えることでタイプが確定する。約70年にわたって戦場に出陣するが年齢は不詳である。
ストーリーが進むにつれカスタマイズが可能となるほか、武将の好感度を「親密」に上げることで、その武将と同じ武器が使用可能となる。
その他、『戦国無双3 猛将伝』までに登場した武将達（無双武将40人+モブ武将）が登場。ボイスは新録である。合戦に応じてPCやNPCとなるほか、1度クリアしたマップでは任意にプレイヤー武将を選べるようになる（当初、出陣できるマップに制限があるが、好感度を上げたり、章を終えることで制限解除される武将もいる）。また、マップによってはプレイヤー武将に山本勘助や斎藤龍興などのモブ武将が含まれる場合もある。無双武将は武器や装備のカスタマイズが可能。

## シナリオ
- 第一章 群雄割拠 - 全国各地を転戦し、己の目的を見出す。
- 第二章 覇王夢幻 - 織田信長に従い天下統一を目指す。
- 第三章 天下統一 - 羽柴秀吉に従い天下統一を目指す。
- 最終章 乱世終結 - 秀吉の遺志を継いだ者たちと共に乱世の終結を目指す。
- 外伝 将星列伝 - 本編で語られなかった戦をはじめとした番外編。

最終章と外伝（の一部）は主人公が所属する陣営を選択できる。

## 戦国無双 Chronicle 2nd
『戦国無双 Chronicle 2nd』（せんごくむそう クロニクル セカンド）は、 2012年9月13日にコーエーテクモゲームスから発売されたニンテンドー3DS用のアクションゲーム。
キャッチコピーは「宿命だって、変えてみせる。」。
本作は『Chronicle』のバージョンアップ作品にあたり、新たな要素が追加されている。

### 2ndでの追加点・変更点
新要素
- 新たな無双武将（藤堂高虎、井伊直虎、柳生宗矩）の追加
- 無双演武に新シナリオが追加され、マルチストーリー・マルチエンディング化
- 猛将演武（ローカルプレイ、オンラインランキング対応）の追加
- 主人公のカスタマイズ強化[13]
- 専用のソフトをニンテンドーeショップからダウンロードすることにより、新規開始時に限り前作のセーブデータを引き継ぎ可能（パッケージ版のみ）。
- ソフト内メニューより、ダウンロードコンテンツを購入可能。エディットパーツやBGMが配信対象になっている（発売から一定期間内のみ、一部コンテンツを無料獲得可能）。

変更点
- ゲームコインとゲーム内通貨の交換制限が大幅に緩和、一度に20枚までだが一日のうちに何回でも交換可能。
- すれ違い合戦は廃止され、武将カードの交換と武器の受信のみになった。受信した武器はゲーム内通貨で購入する。
- いつの間に通信で受け取れるお知らせは「週刊 戦国通信」に名前が改められた。外伝シナリオの同時配信は行われなくなり、武器のみの配信となっている。

### シナリオ
前作のシナリオを元に再構成され、ツリー形式で分岐を繰り返している。選択肢で勢力（章）を移動したり、条件を満たすことでIFルートに進むことが出来る。
- 序章 - チュートリアルである合戦指南ステージのみの章。時期的には豊臣秀吉が天下を取った後という設定のストーリー。
- 織田の章 - 序章クリア後に選択可能な章の1つ。桶狭間の戦いから本能寺の戦いまでのストーリーであり、ほぼ前作の第二章に相当する内容である。IFエンディング有り。
- 浅井の章 - 序章クリア後に選択可能な章の1つ。稲葉山城の戦いから刀根坂の戦いまでのストーリーであり、主人公は藤堂高虎や斎藤龍興と共に浅井家に仕えることになる。IFエンディング有り。
- 今川の章 - 序章クリア後に選択可能な章の1つ。桶狭間で主人公が義元を助けたという設定で始まり、井伊直虎と共に弱体化した今川を支えるストーリー。エンディングは無い。
- 徳川の章 - 選択肢から分岐する章の1つ。他のIF分岐有りの章とは違い、途中で関ヶ原の戦いのみIF分岐するが後は同じ内容。通常エンディングのみ。
- 豊臣の章 - 選択肢から分岐する章の1つ。山崎の戦いから大坂夏の陣のストーリーであり、ほぼ前作の第三章に相当する内容で、この章に合流するルートも多い。通常・IFエンディング共に有り。
- 伊達の章 - 選択肢から分岐する章の1つ。豊臣の章に進まない場合は伊達の章に行く場合が多い。人取橋の戦いから長谷堂の戦いまでのストーリー。通常・IFエンディング共に有り。
- ねねの章 - 条件を満たすことで分岐するIFルート。2のねねの章や3猛将伝/Zのガラシャの章の要素が盛り込まれている。
- 長宗我部の章 - 選択肢から分岐する章の1つ。四万十川の戦いと四国征伐のみのストーリーでエンディングはなし。ステージにない出来事も元親の会話イベントである程度フォローされている。
- 真田の章 - 選択肢から分岐する章の1つ。第一次上田城の戦いから大坂夏の陣までのストーリー。幸村中心の西軍ルートと稲姫中心の東軍ルートに分かれるのが特徴で、それぞれにエンディングが1ずつ有る。
- 武田の章 - 1度エンディングを見ると必ず選択可能になる章の1つ。第4次川中島の戦いから長篠の戦いまでのストーリーであり、武田勝頼も活躍する。通常のものはないが、IFエンディングが2つある。
- 上杉の章 - 1度エンディングを見ると必ず選択可能になる章の1つ。第3次川中島の戦いから大坂夏の陣までのストーリー。通常・IFエンディング共に有り。
- 北条の章 - 1度エンディングを見ると必ず選択可能になる章の1つ。河越夜戦から忍城の戦いまでのストーリーであり、主人公は北条家という一つの家族の一員となる。エンディングはない。
- 毛利の章 - 1度エンディングを見ると必ず選択可能になる章の1つ。厳島の戦いと上月城の戦いのみのストーリーであり、エンディングはない。ステージにない出来事も元就の会話イベントである程度フォローされている。
- その他 - 前作からの外伝やDLCはシナリオ選択画面の下部に並べられている。